# Rezerwat przyrody Trzy Jeziora
Trzy Jeziora – torfowiskowy rezerwat przyrody znajdujący się na terenie gmin Wola Uhruska oraz Włodawa, w powiecie włodawskim, w województwie lubelskim. Leży w granicach Sobiborskiego Parku Krajobrazowego.
- położenie geograficzne – Równina Łęczyńsko-Włodawska
- powierzchnia (według aktu powołującego) – 749,24 ha[1]
- powierzchnia (dane nadesłane z nadleśnictwa) – 749,75 ha
- rok utworzenia – 1996
- dokument powołujący – Zarządzenie Ministra Ochrony Środowiska, Zasobów Naturalnych i Leśnictwa z dnia 12 listopada 1996 roku w sprawie uznania za rezerwat przyrody (MP nr 75, poz. 693).
- przedmiot ochrony (według aktu powołującego) – zachowanie ze względów naukowych i dydaktycznych części obszaru Polesia z rzadkimi i chronionymi gatunkami roślin i zwierząt.
- uwagi – podlega ochronie w zakresie międzynarodowego prawa ochrony przyrody (wchodzi w skład Transgranicznego Rezerwatu Biosfery „Polesie Zachodnie”)[1].

Na terenie rezerwatu leżą jeziora Brudno (o powierzchni 41,10 ha) i Płotycze (17,16 ha). Stanowią one jeden system hydrologiczny z sąsiadującym od strony północno-zachodniej jeziorem Brudzieniec (chronionym przez rezerwat „Brudzieniec”). Jeziora te są otoczone i połączone ze sobą rozległymi torfowiskami.